# MeatballWiki
MeatballWiki è una wiki dedicata allo studio delle comunità virtuali, della cultura della rete internet e dell' ipermedia; essa intende insegnare come organizzare comunità (principalmente comunità virtuali) di persone usando gli strumenti della rete internet.
MeatballWiki fu iniziata nel 2000 da Sunir Shah, un amministratore di forum dell'Ontario, Canada, all'interno del dominio di UseModWiki usemod.com.; il suo scopo originario era di focalizzarsi sugli ipermedia collaborativi, ma attualmente copre argomenti dalla proprietà intellettuale al cyberpunk, alla confusione degli URI.

## MeatballWiki e le comunità wiki
L'intento originario di MeatballWiki era di offrire osservazioni e opinioni sulle wiki e le loro comunità virtuali, con l'intento di aiutarne lo sviluppo. Essendo una comunità virtuale che si occupa di comunità virtuali, MeatballWiki è stata il punto di lancio per altri progetti basati su wiki e una risorsa generale riguardo al più ampio concetto di wiki, tanto da diventare in questa nicchia un cult. Essa descrive le generali tendenze osservate sulle wiki e sulle altre comunità online, per esempio i cicli di vita delle wiki e il loro rapporto col comportamento delle persone in esse.
( K. T. L. Vaughan et al., Beyond the Sandbox: Wikis and Blogs That Get Work Done (SIG STI), in ASIST 2004 Annual Meeting; "Managing and Enhancing Information: Cultures and Conflicts" (ASIST AM 04), 2004. URL consultato il 28 dicembre 2007 (archiviato dall'url originale il 12 ottobre 2007).)
Il progetto MeatballWiki ha anche creato un "bus tour" di wiki.